# بني بوضكفان (بني سميح)
بني بوضكفان هي إحدى مشيخات المملكة المغربية، تتبع جغرافيا لإقليم شفشاون وإداريًا لبني سميح. يقدر عدد سكانها بـ 3506 نسمة حسب الإحصاء الرسمي للسكان والسكنى لسنة 2004.